# Frontières de la Biélorussie

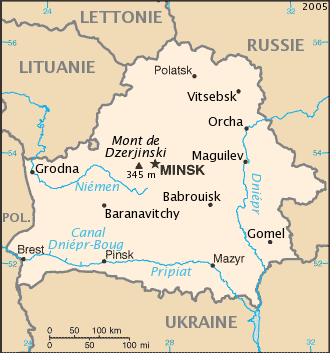
Carte de la Biélorussie (en clair), mettant en évidence ses frontières terrestres avec les pays voisins.

Cet article recense les frontières de la Biélorussie.

## Frontières

### Frontières terrestres
La Biélorussie partage des frontières terrestres avec ses 5 pays voisins, la Lettonie, la Lituanie, la Pologne, la Russie et l'Ukraine, pour un total de 2 900 km. La Biélorussie est complètement enclavée entre ces pays et ne comporte donc aucune frontière maritime.
La frontière avec la Russie comporte une particularité géopolitique : l'enclave russe de Sankovo-Medvejie en territoire biélorusse.

### Récapitulatif
Le tableau suivant récapitule l'ensemble des frontières de la Biélorussie :
| Pays     | Terre (km) | Mer (km) | Total (km) | Notes                              |
| -------- | ---------- | -------- | ---------- | ---------------------------------- |
| Lettonie | 141        | —        | 141        |                                    |
| Lituanie | 502        | —        | 502        |                                    |
| Pologne  | 407        | —        | 407        |                                    |
| Russie   | 959        | —        | 959        | Dont l'enclave de Sankovo-Medvejie |
| Ukraine  | 891        | —        | 891        |                                    |
| Total    | 2 900      | —        | 2 900      |                                    |